# Fire on Ice
Fire on Ice è un singolo della cantante italiana Bianca Atzei, pubblicato il 26 gennaio 2018 e scelto come colonna sonora per i Campionati mondiali di pattinaggio che si sono tenuti a Milano dal 21 al 25 marzo 2018. La canzone, cantata in inglese è stata scritta dagli autori Shridar Solanki e Simon Wilcox e composta da Fortunato Zampaglione.

## Video musicale
Contemporaneamente alla pubblicazione del singolo, è uscito sul canale YouTube della cantante un lyric video. Il 15 febbraio invece, è stato pubblicato il videoclip ufficiale, che vede come protagonista la pattinatrice Alice Velati. Entrambi i videoclip sono stati diretti dal regista Gaetano Morbioli.